# Abraham Melzer
Abraham (Abi) Melzer (* 5. Februar 1945 in Samarkand, Usbekische SSR) ist ein deutsch-jüdischer Verleger, Buchautor und Betreiber des Weblogs Semit.

## Leben

### Jugend
Melzer wurde im damals sowjetischen Usbekistan geboren, wohin sein Vater Joseph Melzer vor der nationalsozialistischen Verfolgung als Jude geflohen war. Im Jahre 1948 gelang der Familie die Weiterreise nach Israel. Dort besuchte Abraham die Grundschule. Nachdem seine Familie im Jahre 1958 nach Deutschland zurückgekehrt war, setzte er in Köln und Düsseldorf seine Ausbildung fort. Nach einer Verlagslehre im Werner Verlag in Düsseldorf und einer Mitarbeit im Verlag Bärmeier & Nikel in Frankfurt kehrte er 1968 zur Ableistung seines Wehrdienstes zeitweilig nach Israel zurück.

### Tätigkeit im Verlagswesen
1970 trat Melzer in den Verlag seines Vaters ein und fokussierte das Verlagsprogramm auf erotische Bücher, Filme und Schallplatten unter der Bezeichnung »Zero Press« und »Softpress«. Henryk Broder zählte bereits damals zu den Autoren, so zum Beispiel bei dem Buch „Wer hat Angst vor Pornographie?“ (Wer hat Angst vor Pornographie? Ein Porno-Report, Melzer, Darmstadt 1970). Ebenso veröffentlichte er 1970 den erotischen Comic „Anne und Hans kriegen ihre Chance“ des niederländischen Zeichners Theo van den Boogaard.
Diese Geschäftsstrategie scheiterte jedoch, und 1979 wurde der Melzer Verlag wegen Vermögenslosigkeit im Handelsregister gelöscht. Im gleichen Jahr gründete er die Abi Melzer Verlag Gesellschaft mit beschränkter Haftung. Mit Umfirmierung in Weiss Verlag Gesellschaft mit beschränkter Haftung im Jahr 1982 schied er als Geschäftsführer aus, war dann aber von 1986 bis 1987 und von 1988 bis zur Löschung wegen  Vermögenslosigkeit 1991 erneut Geschäftsführer. 1976 gründete Melzer die „Abi“ Melzer Productions Verlag Gesellschaft mit beschränkter Haftung, die 1990 wegen Vermögenslosigkeit gelöscht wurde.
1988 gründete er die unregelmäßig erscheinende Zeitschrift SEMIT, die nach der Einstellung 2012 von ihm unter dem ähnlichen Namen Der Semit als Blog fortgesetzt wird.
Im Jahre 2001 kam es zur Neugründung des Melzer Verlages mit jüdischen und israelischen Themen.
2012 schloss Melzer seinen Verlag erneut. 2016 gründete er den Cosmics Verlag.

### Antizionistischer Aktivismus
Melzer hat seinen politischen Weg als einen vom Zionisten über den Nichtzionisten zum Anti-Zionisten beschrieben. Gemeinsam mit Henryk Broder publizierte er schon während seiner Ausbildungszeit die Zeitschrift KONTAKTE für deutsch-jüdische Freundschaft. Mit der Zeit entwickelte Melzer sich zu einem Kritiker der Besatzungs- und Siedlungspolitik des Staates Israel und begann, Bücher „israelkritischer“ Autoren in seinem Verlag zu veröffentlichen. Melzers Aktivitäten stießen insbesondere im deutschen Judentum nicht auf ungeteilten Zuspruch – selbst seine Mutter Miriam schrieb: „Abi, das sind schlimme Lügen, warum tust Du das?“ Zu Melzers Autoren zählt u. a. Ted Honderich, der in dem bei Melzer erschienenen Traktat Nach dem Terror die Ansicht vertritt, dass „die Palästinenser mit ihrem Terrorismus gegen die Israelis ein moralisches Recht ausgeübt haben“.
Die Veröffentlichung von Hajo Meyers Buch Das Ende des Judentums: Persönliche Betrachtungen über Judentum, Holocaust und Israel führte zu einer erbitterten Kontroverse zwischen Melzer und seinem früheren Freund Broder. Meyer bezeichnete darin den Holocaust als eine „Laune der Geschichte“, spekulierte über eine zukünftige Absicht der Juden auf die Weltherrschaft und verglich die israelische Politik mehrfach mit der der Nationalsozialisten. Broder warf ihm deshalb vor, dass er eine Lücke entdeckt habe, die er „fleißig mit braunem Dreck füllt“. Er und Meyer seien „Kapazitäten für angewandte Judeophobie“. Das Landgericht Frankfurt am Main untersagte zunächst Broder beide Äußerungen. Die Formulierung „Wie zwei Juden für die Leipziger den Adolf machen“ ließ es hingegen als zulässige Meinungsäußerung gelten. Das Oberlandesgericht Frankfurt hielt am 8. November 2007 auf Berufung von Broder nur die Untersagung der „braune Dreck“-Formulierung aufrecht. Alles Andere sei von der Meinungsfreiheit gedeckt, die auch ausfällige, überzogene und herabsetzende Äußerungen umfasse; dies gelte insbesondere bei einer „freiwillig erfolgten Beteiligung an einem provokant geführten Meinungsstreit“.
Am 23. September 2016 sollte Melzer in Zusammenarbeit mit dem Verein „Salam Shalom Arbeitskreis Palästina-Israel e. V.“ im städtisch geförderten Münchener Eine-Welt-Haus einen Vortrag mit dem Titel „Antisemitismus heute“ halten. Das Eine-Welt-Haus zog die Raumzusage nach einer Intervention des Münchner Kulturreferenten Küppers zurück, für den es nahe lag, „dass in der Veranstaltung die Grenze zwischen Israelkritik und Antisemitismus überschritten wird“. Auch Stadtrat Dominik Krause von den Grünen verurteilte die Veranstaltung und verwies darauf, dass im Flugblatt für die Veranstaltung explizit die Rede von „ethnischen Säuberungen“ durch Israel sei und palästinensischer Terror gerechtfertigt werde. Nachdem Charlotte Knobloch, die Präsidentin der Israelitischen Kultusgemeinde München und Oberbayern, gegen die Vermietung von Ersatzräumen interveniert und dabei Melzer vorgeworfen hatte, er sei „für seine antisemitischen Äußerungen regelrecht berüchtigt“, ließ Melzer ihr dies per einstweiliger Verfügung durch das Landgericht München I untersagen. Im Hauptsacheverfahren wies das Gericht die Klage jedoch ab, da sie drei Aussagen von Melzer benannt habe, die sie laut Gericht als antisemitisch beurteilen durfte.
Als Melzer am 13. Oktober 2017 im Saalbau Gallus in Frankfurt am Main eine Lesung seines Buches Die Antisemitenmacher halten wollte, stornierte die städtische Betriebsgesellschaft des Gebäudes jedoch den Mietvertrag und bezog sich dabei auf einen Beschluss im Haupt- und Finanzausschuss des Frankfurter Stadtrates, dass man Antisemitismus keinen Raum geben und daher der Israel-Boykott-Bewegung BDS keine Räume mehr vermieten wolle. Der Vortrag fand an einem anderen Ort statt.

## Veröffentlichungen

### Als Autor
- Deutsche und Juden – ein unlösbares Problem. 1966.
- Israel vor Gericht. Essays eines antizionistischen Juden. Zambon, Frankfurt, 2015.
- Die Antisemitenmacher. Deutschland, Israel und die neue Rechte; auch unter dem Titel Die Antisemitenmacher: Wie die neue Rechte Kritik an der Politik Israels verhindert. Westend, Frankfurt/Main, 2017.

### Als Herausgeber bzw. Verleger
- Theo van den Boogaard Anne und Hans kriegen ihre Chance, Melzer, Darmstadt, 1970.
- Melzers Comic-Reader. Melzer, Darmstadt, 1975.
- Ted Honderich: Nach dem Terror. Melzer, Neu-Isenburg, 2003.
- Das Beste aus Semit, das jüdische Magazin. Melzer, Neu-Isenburg, 2004.
- Hajo Meyer: Das Ende des Judentums. Der Verfall der israelischen Gesellschaft. Melzer, Neu-Isenburg, 2005.
- Uri Avnery: Judenstaat oder Israel. Plädoyer für eine „Semitische Union“. Melzer, Neu-Isenburg, 2009
- Ted Honderich: Humanität und Terrorismus. Palästine, 9/11, Irak, 7/7. Melzer, Neu-Isenburg, 2010.
- Martin Buber: Politische Schriften. Zweitausendeins, Frankfurt/Main, 2010.
- Bericht der Untersuchungskommission der Vereinten Nationen über den Gaza Konflikt („Goldstone Report“). Melzer, Neu-Isenburg, 2010.
- Diana Carminati, Alfredo Tradardi: Israel-Boycott: ein gewaltfreies Vorgehen. Zambon, Frankfurt/Main, 2011.
- Ilan Pappe: Was ist los mit Israel: Die zehn Hauptmythen des Zionismus. Cosmics, Neu-Isenburg, 2017.